# Gilbert Agius
Gilbert Agius (21 de febrer de 1974) és un exfutbolista maltès de la dècada de 2000. Fou 120 cops internacional amb la selecció maltesa. Pel que fa a clubs, defensà els colors de Valletta FC i Pisa Calcio.